# Purius sordidus
Purius sordidus là một loài bướm đêm thuộc phân họ Arctiinae, họ Erebidae.